# Psectrocladius gotoheius
Psectrocladius gotoheius är en tvåvingeart som beskrevs av Sasa och Suzuki 2000. Psectrocladius gotoheius ingår i släktet Psectrocladius och familjen fjädermyggor. Inga underarter finns listade i Catalogue of Life.